# Marc Louis de Tardy
Pour les articles homonymes, voir Tardy.
Marc Louis de Tardy, né le 21 décembre 1769 à Montluçon (Allier) et mort le 22 juin 1857 au Coteau (Loire), est un homme politique français.

## Biographie
Il émigra à la Révolution et rentra en France sous l'Empire.
Il accueillit avec joie le retour des Bourbons, qui le nommèrent chevalier de la Légion d'honneur. Pendant les Cent-Jours, il tenta vainement d'organiser dans l'Allier la résistance contre la marche de l'Empereur. En récompense, Louis XVIII par lettres patentes le créa marquis le 4 mai 1816. Il fut sous-préfét de Roanne en 1815.
Maire de Roanne et conseiller général, il fut élu, le 17 novembre 1827, député du 2e arrondissement électoral de la Loire (Roanne), par 123 voix (220 votants, 263 inscrits) contre 92 à M. Ternaux. Il prit place dans le parti ministériel, refusa de signer l'Adresse des 221, et fut réélu, le 3 juillet 1830, au grand collège du même département, par 116 voix (187 votants, 237 inscrits).
Il se rallia au gouvernement de Juillet et ne se représenta pas aux élections générales de 1831.
Après la mort de sa femme, Suzanne Marie Adèle Ramey de Sugny, le marquis de Tardy, poète à ses heures, publia quelques fables en 1839.

## Mandats et fonctions

### Mandats parlementaires
- 17 novembre 1827 - 16 mai 1830 : Député de la Loire
- 3 juillet 1830 - 31 mai 1831 : Député de la Loire

### Mandats locaux
- 6 août 1817 - 2 septembre 1830 : Maire de Roanne
- 1820 - 1821 : Président du Conseil général de la Loire
- 1823 - 1824 : Président du Conseil général de la Loire
- 1825 - 1828 : Président du Conseil général de la Loire

### Autre fonction
- 31 juillet 1815 - 2 août 1815 : Sous-préfet de Roanne

## Décoration

### Décoration officielle
- Chevalier de la Légion d'honneur.

## Œuvres
- Cromwell ou le général liberticide, tragédie en cinq actes et en vers, Liège, Latour, 1793.
- Tragédies, fables et pièces de vers, d'après Barbier, Roanne, imprimerie de E. Perisse, 1839, 288 p. (lire en ligne)
- Fables et tragédies, par le marquis de Tardy, Paris, Sagnier et Bray, 1847.

## Sources
- « Marc Louis de Tardy », dans Adolphe Robert et Gaston Cougny, Dictionnaire des parlementaires français, Edgar Bourloton, 1889-1891 [détail de l’édition]